# 6-я смешанная авиационная дивизия (2-го формирования)
6-я смешанная авиационная дивизия — воинское соединение ВВС РККА СССР в Великой Отечественной войне.

## История
Дивизия формировалась в августе 1941 года в составе ВВС Северо-Западного фронта взамен 6-й смешанной авиационной дивизии.
В составе действующей армии с 26 августа 1941 года по 11 февраля 1942 года. Объединяла под своим командованием авиационные полки разных типов, действовавшие в районе Демянска и Старой Руссы.
11 февраля 1942 года расформирована.

## Состав
- 6-й истребительный авиационный полк (декабрь 1941).
- 12-й истребительный авиационный полк (6-й смешанной авиационной дивизии) (27.08.1941 — 31.12.1941).
- 12-й истребительный авиационный полк (Северо-Западного фронта) (06.01.1942 — 25.01.1942), переименован в 739-й иап.
- 38-й истребительный авиационный полк (декабрь 1941 — январь 1942).
- 272-й истребительный авиационный полк (сентябрь 1941).
- 299-й штурмовой авиационный полк (08.01.1942 — 27.01.1942).
- 502-й штурмовой авиационный полк (08.01.1942 — 27.01.1942).
- 514-й бомбардировочный авиационный полк (01.10.1941 — 11.02.1942).
- 624-й скоростной бомбардировочный авиационный полк (27.12.1941 — 11.02.1942).
- 626-й ночной бомбардировочный авиационный полк (31.12.1941 — 11.02.1942).
- 739-й истребительный авиационный полк (25.01.1942 г. по 07.03.1942 г.)
- 260-й пикирующий бомбардировочный авиационный полк (20.08.1941 — 28.10.1941)

## Подчинение
| Дата            | Фронт (округ)         | Армия | Корпус | Примечания |
| --------------- | --------------------- | ----- | ------ | ---------- |
| 01.09.1941 года | Северо-Западный фронт | -     | -      | -          |
| 01.10.1941 года | Северо-Западный фронт | -     | -      | -          |
| 01.11.1941 года | Северо-Западный фронт | -     | -      | -          |
| 01.12.1941 года | Северо-Западный фронт | -     | -      | -          |
| 01.01.1942 года | Северо-Западный фронт | -     | -      | -          |
| 01.02.1942 года | Северо-Западный фронт | -     | -      | -          |

## Командиры
- Сиднев, Борис Арсеньевич, майор, с 18.09.1941 года подполковник (сентябрь 1941 — 01.12.1941)
- Дельнов, Иван Васильевич, майор, с 04.01.1942 года подполковник (05.12.1941 — 11.02.1942)

## Участие в операциях и битвах
- Демянская операция – с 7 января 1942 года по 11 февраля 1942 года.
- Торопецко-Холмская операция – с 9 января 1942 года по 6 февраля 1942 года

## Герои Советского Союза
- Таряник, Григорий Аверьянович, батальонный комиссар, военком 2-й эскадрильи 260-го пикирующего бомбардировочного авиационного полка.